# Musteriense
El Musteriense es un complejo tecnológico y estilístico englobado dentro del  Paleolítico medio y relacionado con el Homo neanderthalensis. Surgió hace unos 125.000 años y pervivió hasta hace unos 40 000 años (30 000 en algunos lugares del sur de Europa como la península ibérica y la península itálica). Su nombre procede del abrigo rocoso de Le Moustier (Francia), donde Gabriel de Mortillet descubrió en 1860 una industria lítica prehistórica, que se asocia con los fósiles de Homo neanderthalensis encontrados en 1907. Esta industria usa como materias primas principales el sílex y la cuarcita. Las herramientas más características son raederas, puntas, hendidores, cuchillos de dorso, etc.

## Características
Aunque algunos autores consideran que en este momento aparecieron las primeras cabañas al aire libre en los lugares de clima más cálido, mientras que en los que mantenían un clima más frío (o en momentos de clima frío) el hombre se refugiaba al abrigo de cuevas, otros investigadores opinan que las primeras cabañas aparecieron en el Paleolítico Superior. 

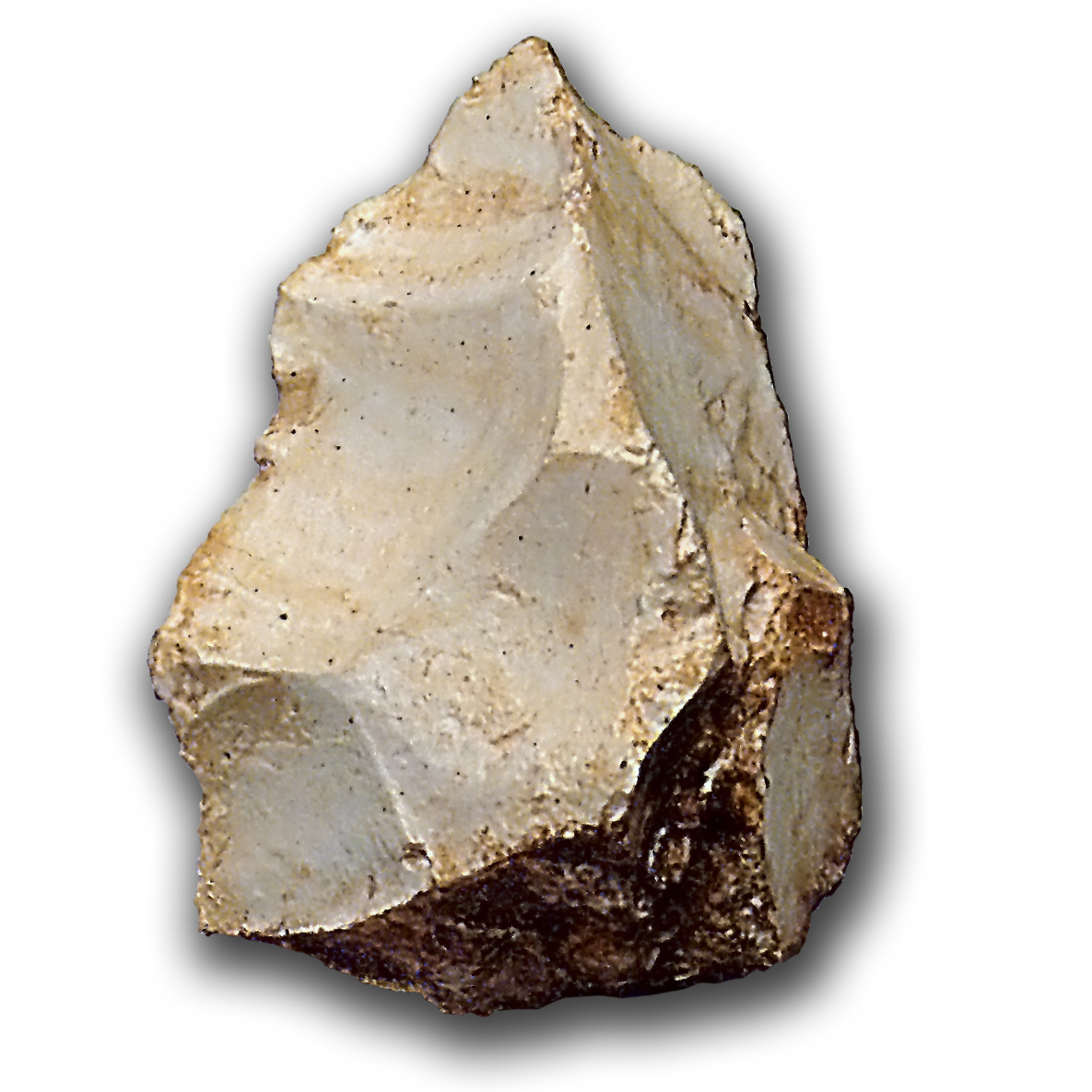
Un útil de comienzos de Musteriense: núcleo de sílex procedente del nivel TD-11 del yacimiento de "Gran Dolina" en Atapuerca.

Aparecen los primeros enterramientos relacionados básicamente con tres tipos de ritos:
- El ritual de muertes duras
- El canibalismo ritual
- El culto al oso de las cavernas.

La industria lítica se realiza básicamente sobre lascas y se caracteriza por el uso de la técnica de talla Levallois, que permite crear útiles más especializados.
El método de la técnica de talla Levallois consiste en obtener una o varias lascas de forma predeterminada a partir de una preparación particular del núcleo, en forma facetada. Se producen lascas de formas más o menos triangulares o de tortuga, de las que pueden surgir, con retoques marginales, raederas, o con un retoque mayor, puntas de proyectil.

## Útiles
Industria lítica destacada:
- Puntas Musterienses, hechas sobre lascas, triangulares robustas, ligeramente curvadas en la base (estilo "horma de zapato") y con retoques fuertes en los bordes (tipo "escaleriforme").
- Hendedores, realizados sobre lascas, normalmente grandes, que se caracterizan por su filo transversal.
- Cuchillos de dorso, lascas u hojas anchas, en las cuales se ha trabajado un borde con retoque abrupto.
- Denticulados, realizados sobre lascas, donde el filo está trabajado con una serie de muescas.
- Raspadores, útiles en los que la parte activa está constituida por un frente moderadamente redondeado.
- Perforadores, tienen una punta fina y acerada.
- Raederas, son instrumentos realizados sobre lascas o sobre hoja, por retoque continuo.
- Buriles, tienen en su parte activa un filo recto o en bisel.

Son característicos los instrumentos con mangos.

## Clasificación
El Musteriense suele dividirse en varios grupos. La siguiente división sistematizada fue realizada por F.Bordes, basándose en las industrias que hay en abrigos y cuevas del sudoeste francés y algunas de los loess y terrazas del norte de Francia. Los tipos de musteriense establecidos son los siguientes:
- Musteriense de tradición Achelense, subdividido en tipos A y B:
  - Musteriense de tradición Achelense tipo A, caracterizado por la existencia de un determinado tipo de bifaces.
  - Musteriense de tradición Achelense tipo B, se caracteriza por el gran desarrollo de los Cuchillos de dorso y la persistencia escasa de bifaces.
- Musteriense típico, carece de subdivisiones claras y se caracteriza por el bajo porcentaje de Cuchillos de dorso y la ausencia de bifaces.
- Musteriense de tipo Quina-Ferrassie, se divide en dos grupos:
  - El tipo Quina se caracteriza por la práctica ausencia de técnica Levallois con lascas cortas.
  - El tipo Ferrassie se caracteriza por la aparición de la técnica Levallois en conjuntos donde hay fuerte proporción de raederas.
- Musteriense de denticulados, hay una proporción muy elevada de denticulados y muescas.
- Vasconiense o Musteriense de tipo Olha, aislado como un tipo regional por el propio F.Bordes, para explicar las industrias con hendedores en el País Vasco Francés.

## Expansión
En Europa occidental abundan los restos de la cultura musteriense, cuyo conocimiento se ha profundizado con los hallazgos de la Sierra de Atapuerca. El nivel TD10 de Gran Dolina señala la transición entre el Achelense y el Musteriense, hace unos 350.000 años, transición tecnológica del Modo 2 al Modo 3. Más arriba, en el nivel TD11, con cerca de 300.000 años de antigüedad, aparecen utensilios sobre lasca de tamaño pequeño y mediano, y núcleos de extracciones centrípetas bastante estandarizados. Del mismo volumen de piedra se sacaba mayor cantidad de filo. Esta técnica de transición del Paleolítico Inferior final o Paleolítico Medio antiguo se asocia en Atapuerca al Homo heidelbergensis, mientras que el Musteriense clásico en sus distintas variantes o Modo 3 del Paleolítico Medio se asocia en la península ibérica y el resto de Europa a los Neandertales (Homo neanderthalensis).
Se han hallado en Navarra algunos utensilios en la Sierra de Urbasa, destacando los de Coscobilo, en el término de Olazagutía, que presenta a menudo el sílex en placas. En Granada han aparecido restos en la cueva de Carigüela. Francia muestra el mayor número de vestigios musterienses. En Italia se registran varios hallazgos y en Croacia, el de Krapina. 
La prolongación hacia el oriente es clara: entre 1925 y 1932, en el Monte Carmelo, Dorothy Garrod descubrió restos óseos neanderthales y modernos y abundante material cultural, incluidas piezas musterienses, en las cuevas de Tabun, Wad, Tabun y Skhul; otros hallazgos musterienses se han producido en Kiik Koba (Crimea); en la Cueva de Shanidar de los montes Zagros (Irak) y en Teshik Tash, cerca de Baisum (Uzbekistán).